# 중마버스터미널
중마버스터미널 또는 동광양버스터미널은 전라남도 광양시 중동에 있는 종합 버스 터미널이다. 고속버스 전산망상의 터미널 번호는 525이다. 2002년 7월 31일에 여객 터미널 면허를 받아 운영하고 있다.
고속버스 노선은 서울호남행 노선만 있으며, 동서울 노선은 코로나19의 여파로 대거 감차된 후 2024년 3월을 마지막으로 폐지됐다. 1994년 3월 동서울행 노선이 신설되었다. 이 노선은 본래 동광양이 종점이고 광양종합버스터미널이 경유지로 2000년에 추가됐으나, 2001년에 통영대전고속도로가 개통한 후 통영대전고속도로로 돌리면서 동광양 경유 광양종합버스터미널 시종착으로 운행해 왔다. 2011년에 순천완주고속도로가 개통하여 광양 경유 동광양 시종착으로 환원되어 운행하다가, 코로나19의 여파로 이용률이 급감하여 동서울 노선은 2024년 3월을 마지막으로 폐지됐다.
2017년 12월 7일에는 서울호남으로 가는 노선이 신설됐으며, 이 노선 역시 광양종합버스터미널에서 중간 승하차한다.

## 승차홈
| 출발홈 | 행선지                               |
| ------ | ------------------------------------ |
| 1번홈  | 서울호남(센트럴시티)                 |
| 2번홈  | 남원, 안양, 부천, 전주               |
| 3번홈  | 광주                                 |
| 4번홈  | 인천, 안산, 수원, 성남, 인천국제공항 |
| 5번홈  | 대구, 진주                           |
| 6번홈  | 마산, 부산, 포항                     |
| 7번홈  | 목포, 청주, 통영, 김해국제공항       |
| 8번홈  | 광영, 제철, 동대전                   |
| 9번홈  | 순천, 광양, 여수                     |

## 운행 노선

### 고속버스
- 오랫동안 운행해 왔던 동서울 노선은 2024년 3월을 마지막으로 폐지됐다.

| 운행 노선             | 운행업체 | 운행구간 | 운행구간 | 운행구간     | 경유지                   | 배차 간격 | 시간표                                          |
| --------------------- | -------- | -------- | -------- | ------------ | ------------------------ | --------- | ----------------------------------------------- |
| 동광양 ↔ 서울호남     | 금호고속 | 동광양   | ↔        | 서울호남     | 광양                     | 10회      | 첫차:06:40(동광양 기준) 막차:22:35(동광양 기준) |
| 동광양 ↔ 인천국제공항 | 금호고속 | 동광양   | ↔        | 인천국제공항 | 광양, 순천, 송도국제도시 | 1회       | 09:00                                           |
| 동광양 ↔ 통영         | 금호고속 | 동광양   | ↔        | 통영         | 섬진강휴게소             | 5회       | 09:00, 12:00, 15:30, 17:20, 19:00               |

### 시외버스
- 2015년 8월 14일부터 김해국제공항 노선이 신설되었다.[4]
- 2017년 1월 1일부터 당진행 노선 운행이 중단되었다.
- 2017년 12월 6일부터 서울남부행 시외버스 노선이 운행중단되었다.[5]

| 방면        | 행선지                                                                               |
| ----------- | ------------------------------------------------------------------------------------ |
| 수도권 방면 | 부천, 수원, 성남, 안양, 안산, 인천, 호계동                                           |
| 충청권 방면 | 남청주, 대전, 청주                                                                   |
| 호남권 방면 | 과역, 광영, 광양제철, 광주, 남원, 목포, 삼호, 순천, 여수, 전주                       |
| 영남권 방면 | 김해, 김해국제공항, 경주, 동래, 부산, 부산서부, 서대구, 신복, 울산, 진주, 진교, 포항 |

## 특이 사항
- 고속버스 노선의 경우 심야우등을 운행한다.
- 포항 시외버스 노선의 경우 1회(16:50) 동래역, 노포동을 경유하고 나머지 3회(08:20, 11:10, 18:50)는 양산, 경주를 경유한다.
- 일부 노선의 경우 광양종합버스터미널까지 운행한다.